# Zena superiore
Lo Zena superiore è un canale di bonifica della pianura bolognese.
Il suo corso ha origine da una deviazione del canale Zenetta di Quarto, poco prima che questo si getti nel Savena abbandonato, nel comune di Granarolo dell'Emilia, presso la frazione Lovoleto.
Il piccolo e magro canale Zena superiore acquista però importanza dopo pochi chilometri dall'origine, quando, a circa 1 km a nord della città di Granarolo, riceve altri canaletti provenienti da Granarolo appunto: lo scolo Biscia, lo scolo Granarolo e lo scolo Ghiaradino. Da questo punto ha origine il vero e proprio Zena superiore, che si dirige verso nord e termina il proprio corso (11,6 km) nel canale Allacciante Circondario, a est di Minerbio.